# 羅城門之鬼
羅城門之鬼、羅生門之鬼（らしょうもんのおに）是居住在日本平安京的正门羅城門的鬼。羅城門位於朱雀大路的最南端，高度約18.5米，紅柱，有三排坊門。